# 11757 Salpeter
11757 Salpeter è un asteroide della fascia principale. Scoperto nel 1960, presenta un'orbita caratterizzata da un semiasse maggiore pari a 3,1428230 UA e da un'eccentricità di 0,2397716, inclinata di 29,60800° rispetto all'eclittica.
È dedicato a Edwin E. Salpeter, astronomo austriaco.